# Robert Cimera
Robert Cimera (17. září 1887 – ?) byl československý fotbalista, záložník a fotbalový trenér.

## Fotbalová kariéra
Reprezentoval Rakousko na olympiádě v roce 1912. Na klubové úrovni hrál za DFC Prag a SK Rapid Wien.

## Trenérská kariéra
V československé lize trénoval DFC Prag v sezóně 1925 a AFK Bohemians v letech 1929–1932.